# 万里归途
《万里归途》（英語：Home Coming，原名《翻译官》）是2022年的中国大陆战争剧情片，由饶晓志导演，张译、王俊凯、殷桃领衔主演，成泰燊、张子贤、陈昊宇、王迅、万茜主演。该片讲述了中华人民共和国外交部领事保护中心资深官员宗大伟和新人成朗，在努米亚共和国暴乱期间成功撤侨的故事。

## 剧情
事件改编自“2011年利比亚内战撤侨”。
2015年，北非努米亚共和国内乱爆发，前驻地外交官宗大伟（张译 饰）与外交部新人成朗（王俊凯 饰）受命前往协助撤侨。本以任务已顺利结束，却得知仍有一批同胞在白婳（殷桃 饰）的带领下，正在前往努米亚共和国边境，内乱战火区，等待着救援。危急情况下，二人毅然违命，即刻动身前往救援。赤手空拳，带领众人越过荒漠，在战火中穿梭，叛军枪口下斗智。誓死要将同胞带回祖国……

## 演员
| 姓名   | 角色   | 介绍                                                    |
| ------ | ------ | ------------------------------------------------------- |
| 张译   | 宗大伟 | 前驻地外交官；中华人民共和国外交部领事保护中心 一等秘书 |
| 王俊凯 | 成朗   | 外交部新人，随员                                        |
| 殷桃   | 白婳   | 章宁妻子                                                |
| 王迅   | 刘明輝 | 撤侨同胞                                                |
| 李雪健 | 吕毅松 | 驻外大使                                                |
| 成泰燊 | 严行舟 | 参赞                                                    |
| 张子贤 | 章宁   | 中华人民共和国驻努米亚共和国大使馆 一等秘书             |
| 万茜   | 陳悅   | 外交官宗大伟的妻子                                      |
| 李晨   | 杨斌   | 中国驻图利斯大使馆 一等秘书                             |
| 王智   | 空姐   |                                                         |
| 陈昊宇 | 钟冉冉 |                                                         |

## 制作
2022年4月，《万里归途》开机拍摄，主要在宁夏等地取景拍摄，同年8月23日正式杀青。

## 曲目
| 曲序 | 曲目                   |      | 作曲 | 歌手 |
| ---- | ---------------------- | ---- | ---- | ---- |
| 1.   | 《归途有风》（主题曲） | 唐恬 | 钱雷 | 王菲 |

## 发行
2022年9月26日，在北京市首映；9月30日在中国大陆上映。
中国大陆首周4.24亿，最终累计15.92亿人民币，是国庆档和十月份的大赢家。
| 上一届： 《哥，你好》 | 2022年中国内地一周票房冠军 第39-42週 | 下一届： |

## 奬項
| 年份 | 颁奖典礼                             | 奖项                 | 入圍者                               | 结果 |
| ---- | ------------------------------------ | -------------------- | ------------------------------------ | ---- |
| 2022 | 第十四屆澳門國際電影節               | 最佳影片             | 不適用                               | 提名 |
| 2022 | 第十四屆澳門國際電影節               | 最佳男主角           | 張譯                                 | 提名 |
| 2022 | 第十四屆澳門國際電影節               | 最佳女主角           | 殷桃                                 | 提名 |
| 2022 | 第十四屆澳門國際電影節               | 最佳男配角           | 王俊凱                               | 提名 |
| 2022 | 第十四屆澳門國際電影節               | 最佳女配角           | 萬茜                                 | 提名 |
| 2023 | 第16屆亞洲電影大獎                   | 最佳男主角           | 張譯                                 | 提名 |
| 2023 | 第16屆亞洲電影大獎                   | 最佳女配角           | 殷桃                                 | 提名 |
| 2023 | 第16屆亞洲電影大獎                   | 最佳美術指導         | 李淼                                 | 提名 |
| 2023 | 第36屆華鼎獎                         | 華語電影最佳導演     | 饶晓志                               | 提名 |
| 2023 | 第36屆華鼎獎                         | 華語電影最佳女主角   | 殷桃                                 | 提名 |
| 2023 | 第18届中国长春电影节金鹿獎           | 最佳影片             | 《萬里歸途》                         | 提名 |
| 2023 | 第18届中国长春电影节金鹿獎           | 评委会大奖           | 《萬里歸途》                         | 提名 |
| 2023 | 第18届中国长春电影节金鹿獎           | 最佳编剧             | 秦海燕、史册、雷志龙、步京委、饶晓志 | 提名 |
| 2023 | 第18届中国长春电影节金鹿獎           | 最佳导演             | 饶晓志                               | 獲獎 |
| 2023 | 第18届中国长春电影节金鹿獎           | 最佳男演员           | 張譯                                 | 提名 |
| 2023 | 第18届中国长春电影节金鹿獎           | 最佳女演员           | 殷桃                                 | 提名 |
| 2023 | 第18届中国长春电影节金鹿獎           | 最佳音乐             | 李衡                                 | 獲獎 |
| 2023 | 第1届金熊猫奖                        | 最佳女配角           | 殷桃                                 | 提名 |
| 2023 | 第36届中国电影金鸡奖                 | 最佳女主角           | 殷桃                                 | 提名 |
| 2023 | 第36届中国电影金鸡奖                 | 最佳美术             | 李淼                                 | 獲獎 |
| 2023 | 第36届中国电影金鸡奖                 | 最佳音乐             | 李衡                                 | 提名 |
| 2024 | 中国电影导演协会2020年至2023年度表彰 | 年度影片（2022年度） | 《万里归途》                         | 獲獎 |
| 2024 | 中国电影导演协会2020年至2023年度表彰 | 年度导演（2022年度） | 饶晓志                               | 提名 |
| 2024 | 中国电影导演协会2020年至2023年度表彰 | 年度编剧（2022年度） | 秦海燕、史册、雷志龙、步京委、饶晓志 | 提名 |
| 2024 | 第37届大众电影百花奖                 | 最佳影片             | 《万里归途》                         | 提名 |
| 2024 | 第37届大众电影百花奖                 | 最佳编剧             | 秦海燕、史册、雷志龙、步京委、饶晓志 | 提名 |
| 2024 | 第37届大众电影百花奖                 | 最佳男主角           | 王俊凯                               | 提名 |
| 2025 | 第20届华表奖                         | 优秀故事片奖         | 《万里归途》                         | 獲獎 |

## 类似电影
- 2021年韩国电影《逃出摩加迪休》